# Daedaleopsis
Daedaleopsis J.Schröt., in Cohn, Krypt.-Fl. Schlesien (Breslau) 3(1): 492 (1888).
Daedaleopsis è un genere di funghi Basidiomiceti appartenenti alla famiglia Polyporaceae.

## Specie di Daedaleopsis
La specie tipo è Daedaleopsis confragosa (Bolton) J.Schröt. (1888), altre specie incluse nel genere sono:
- Daedaleopsis nipponica Imazeki (1943)
- Daedaleopsis papyraceoresupinata (S. Ito & S. Imai) Imazeki (1943)
- Daedaleopsis pergamenea (Berk. & Broome) Ryvarden (1984)
- Daedaleopsis phaea (Lév.) Imazeki (1959)
- Daedaleopsis quercina